# Xerardo Fernández Albor
Xerardo Fernández Albor   (Santiago de Compostel·la, 7 de setembre de 1917 - Santiago de Compostel·la, 12 de juliol de 2018) fou un metge i polític espanyol. Va ser el primer President de Galícia (1982-1987).

## Biografia
Va néixer a Santiago de Compostel·la el 7 de setembre de 1917 en el si d'una família humil, fou el segon de cinc germans. Va fer els seus primers estudis i el batxiller al Col·legi de les Òrfenes i a l'Acadèmia Gelmírez. Comença a estudiar Medicina i Cirurgia en la Facultat de Medicina de la Universitat de Santiago, estudis que es van a veure interromputs el 1936 al començament de la guerra civil espanyola, passa la major part d'aquest període bèl·lic a Alemanya, on s'instrueix com a pilot aeri, arribant al grau de Tinent-Pilot d'aviació.
Una vegada acabada la guerra torna a Compostel·la i acaba la llicenciatura en Medicina i Cirurgia. Amplia la seva formació mèdica preparant el doctorat a Madrid, obtenint el títol de doctor per la Universitat de Salamanca. Va ampliar la seva formació a Barcelona, Viena, Londres, París o Lió en Cirurgia General i Digestiva. Després de la seva formació exerceix com a metge especialista en cirurgia general i digestiva. Ostenta la presidència de la Societat Espanyola de Coloproctologia, membre d'Honor de l'Associació Espanyola d'Endoscòpia Digestiva, President de la Societat de Cirurgia de Galícia, també presideix l'assemblea local de la Creu Roja. Promou la creació de l'Acadèmia Mèdico-Quirúrgica de Santiago de Compostel·la, de la qual és nomenat President.
Va presidir el Patronat de la Universitat de Santiago de Compostel·la. En l'àmbit de la medicina pública va a exercir el càrrec de cap del Servei de Cirurgia General al Centre Concepción Arenal, de Santiago de Compostel·la. Però del que més orgullós se sent és de fundar el Policlínic La Rosaleda, un hospital privat i centre assistencial del que va ser Director.
Durant els anys 50 i 60 va contactar amb intel·lectuals galleguistes com Domingo García-Sabell, Ramón Piñeiro, Fermín Penzol o l'Editorial Galaxia. Participa en la creació de la Sociedad de Desarrollo Integral de Galicia i l'Editorial SEPT (Sociedad de Estudios, Publicaciones y Trabajos) així com els patronats de les Fundacions Penzol, de Rosalía de Castro, d'Alfredo Brañas, d'Otero Pedrayo i de la Fundació Castelao. Col·labora en la creació i fundació de l'Instituto da Lingua Galega de la Universitat de Santiago de Compostel·la, del "Instituto Galego da Información" o del Museu del Poble Gallec.
Després de la mort de Franco va formar part breument del grup Realidade Galega, format pel galleguisme històric. A les eleccions al Parlament de Galícia de 1981 va encapçalar la llista d'Aliança Popular per a la presidència de la Xunta de Galícia, convertint-se en el primer president de la Xunta de Galícia nomenat pel Parlament de Galícia, amb el suport de Xosé Luís Barreiro, home fort d'AP a Galícia, fins que el 1987 aquest va marxar del partit i va plantejar una moció de censura del líder socialista Fernando Ignacio González Laxe contra ell. A conseqüència d'aquesta moció de censura, Fernández Albor va abandonar la presidència el dia 27 de setembre de 1987, mantenint el seu escó en el Parlament de Galícia fins a 1989, any que va ser escollit per al Parlament Europeu, on va romandre fins a 1999. Durant a la primera legislatura va presidir la Comissió creada per a la reunificació d'Alemanya. Per aquesta raó el president del Bundestag alemany, Norbert Lammert, va penjar el seu retrat en la Galeria d'Il·lustres del Parlament alemany.
Durant la segona legislatura en la cambra europea presidirà la Comissió d'Afers exteriors, serà el vicepresident de la Delegació Amèrica del Sud i Mercosur. Entre altres responsabilitats també va ser Vicepresident del Centre Llatinoamericà per a les Relacions amb Europa (CELARE), Vicepresident del Buró Polític del Partit Popular Europeu i President/Fundador de l'Intergrup Camí de Sant Jaume al Parlament Europeu.
El 1999 es va retirar definitivament de política activa. Posteriorment va ser president d'honor del Partit Popular de Galícia. El 2009 va rebre la Medalla de Galícia